# 정성왕후
정성왕후 서씨(貞聖王后 徐氏, 1693년 1월 2일 (1692년 음력 12월 7일) ~ 1757년 3월 23일 (음력 2월 15일)는 조선의 제21대 왕 영조의 정비(正妃)이며 조선의 역대 왕비 중 왕비 재임 기간이 가장 길다.
정식시호는 혜경장신강선공익인휘소헌원렬단목장화정성왕후(惠敬莊愼康宣恭翼仁徽昭獻元烈端穆章和貞聖王后)이다. 본관은 대구. 달성부원군(達城府院君) 서종제와 잠성부부인(岑城府夫人) 우봉 이씨(牛峰 李氏) 사이에서 태어났다.

## 생애
1692년 음력 12월 7일 술시에 가회방 사제에서 태어났다. 1704년(숙종 30년), 연잉군(延仍君, 훗날의 영조)과 길례를 행하고 달성군부인(達城郡夫人)으로 봉해졌다.
혼인 첫날 밤 연잉군이 그의 손을 보고는 왜 이리 곱냐고 물어보자 고생을 안 한 덕에 손에 물을 묻히지 않아 그리하였다고 대답하니 연잉군이 자신의 어머니인 숙빈 최씨를 깔본 것으로 간주하고 이후로 찾지 않았다는 일화가 전한다. 1721년, 연잉군이 왕세제(王世弟)로 책봉되자 세제빈(世弟嬪)이 되었으며 1724년, 경종이 승하하고 왕세제인 연잉군이 조선의 21대 국왕(國王)으로 즉위하자 왕비(王妃)로 책봉되었다.
어질고 너그러운 성품을 가졌다고 전해지며, 생전에 정빈 이씨 소생인 효장세자와 영빈 이씨 소생인 사도세자를 친아들처럼 아꼈다.

## 사후
1757년 창덕궁(昌德宮)의 대조전(大造殿)에서 64세로 시어머니인 인원왕후보다 먼저 세상을 떠났다. 능은 경기도 고양시의 서오릉 내에 위치한 홍릉이다.
1757년, 64세의 나이로 정성왕후가 승하하자 영조는 정성왕후의 능을 아버지인 숙종의 명릉(明陵) 근처에 만들고 훗날 자신이 정성왕후의 옆에 묻히기 위해 옆자리를 비워놓았다. 그러나 1776년, 영조가 승하한 뒤 손자인 정조는 당시 왕대비(王大妃)였던 영조의 계비인 정순왕후를 의식하여 현재의 동구릉 위치에 영조와 정순왕후의 무덤인 원릉을 조성하였고 결국 정성왕후는 옆자리가 비워진 채 홍릉에 홀로 남겨지게 되었다.
1740년, 혜경(惠敬)이라는 존호가 올려진 뒤 생전에 장신(莊愼), 강선(康宣) 등의 존호가 올려졌고 승하 이후인 1772년에는 공익(恭翼)의 존호가 추상되었으며 인휘(仁徽), 소헌(昭獻)이 다시금 추상되어 혜경장신강선공익인휘소헌(惠敬莊愼康宣恭翼仁徽昭獻)의 존호를 가지게 되었다. 1778년, 단목장화(端穆章和)의 존호가 추가되었다.

## 가족 관계
| - 조부: 장례원사평 증 영의정 서문도(掌隷院司評 贈 領議政 徐文道, 1628~1700) - 조모: 증 정경부인 안동 김씨(贈 貞敬夫人 安東 金氏, 1630~1709) - 참봉 김정지(參奉 金鼎之)의 딸 - 아버지: 신천군수 증 영의정 달성부원군 효희공 서종제(信川郡守 贈 領議政 達城府院君 孝禧公 徐宗悌 1656~1719) - 외조부: 통덕랑 이사창(通德郞 李師昌) - 외조모: 종사랑 김규(從仕郞 金圭)의 딸 의성 김씨(義城 金氏) - 어머니: 잠성부부인 우봉 이씨(岑城府夫人 牛峰 李氏, 1660~1738) - 오빠: 증 이조판서 서명백(贈 吏曺判書 徐命伯, 1678~1733) - 올케: 이제(李濟)의 딸 여주 이씨(驪州 李氏, 1676~1733) - 조카: 증 이조참판 서덕수(贈 吏曺參判 徐德修) - 서재필의 6대조 - 조카: 부사 증 좌찬성 서인수(府使 贈 左贊成 徐仁修) - 조카: 증 좌찬성 서신수(贈 左贊成 徐信修) - 서광범의 5대조 - 형제: 지평 서명휴(持平 徐命休) - 조카: 황주목사 서노수(黃州牧使 徐魯修) - 언니: 전주인 이석령(李錫齡)의 아들 공조판서 이중경(工曹參判\| 李重庚 1680~?) - 언니: 고령인 군수 신영(郡守 申泳)의 아들 신정집(申正集) - 여동생: 부사 임정(牧使 林凈)의 아들 나주인 부사 임거(牧使 林蘧) | - 남편: 제21대 영조(英祖, 1694~1776, 재위 1724~1776) |

## 정성왕후가 등장하는 작품

### TV 드라마
- MBC 《조선왕조 오백년 한중록》 (1988~1989) ... 김애경
- MBC 《대왕의 길》 (1998) ... 문예지
- MBC 《동이》 (2010) ... 정모레
- MBC 《군주 - 가면의 주인》 (2017) ... 김선경
- SBS 《해치》 (2019) ... 최수임

### 영화
- 《상의원》 (2014) ... 박신혜
- 《사도》 (2015) ... 박명신

| 전임 선의왕후 | 조선 역대 왕후 1724년 ~ 1757년 | 후임 정순왕후 |